# Władysław Gawlik
Władysław Gawlik (ur. 23 marca 1924 w Sikorzycach) – polski historyk i polityk, poseł na Sejm PRL II, III, IV i V kadencji.

## Życiorys
Syn Józefa i Zofii z domu Wołek, miał 11 rodzeństwa, żonaty od 1951. Uzyskał wykształcenie wyższe, z zawodu historyk. Należał do Związku Młodzieży Wiejskiej RP „Wici”, gdzie był prezesem koła w Sikorzycach (1945–1946), sekretarzem zarządu powiatowego Dąbrowie Tarnowskiej (1946–1947) i członkiem zarządu wojewódzkiego w Krakowie. Od 1948 do 1951 wiceprzewodniczący, a następnie przewodniczący zarządu powiatowego Związku Młodzieży Polskiej w Olkuszu. W 1948 wstąpił do Stronnictwa Ludowego, od 1948 do 1949 był sekretarzem zarządu powiatowego w Olkuszu. Od 1949 członek Zjednoczonego Stronnictwa Ludowego. W strukturze partyjnej był zastępcą kierownika wydziału organizacyjnego (1949–1950) i instruktorem (1950–1951), a także sekretarzem (1951–1954) wojewódzkiego komitetu wykonawczego w Krakowie. Pełnił także funkcję prezesa WKW w Lublinie (1955–1972) i prezesa wojewódzkiego komitetu w Tarnobrzegu. Ponadto pracował jako starszy instruktor WO Naczelnego Komitetu Wykonawczego ZSL (1954–1955), zastępca członka (1956–1959, 1976–1988) i członek Naczelnego Komitetu ZSL (1959–1973, 1976–1988). Wybrany na wiceprzewodniczącego wojewódzkiego komitetu Frontu Narodowego w Lublinie. Zasiadał w prezydium wojewódzkiego zarządu Związku Samopomocy Chłopskiej, a od 1972 do 1975 był prezesem zarządu Ogólnokrajowej Spółdzielni Turystycznej „Gromada”.
W 1957, 1961, 1965 i 1969 uzyskiwał mandat posła na Sejm PRL (za pierwszym razem w okręgu Chełm, a następnie trzykrotnie w okręgu Lublin). W trakcie II i III kadencji zasiadał w Komisji Mandatowo-Regulaminowej, a w trakcie IV i V w Komisji Budownictwa i Gospodarki Komunalnej.

## Odznaczenia
- Order Sztandaru Pracy II klasy
- Krzyż Oficerski Orderu Odrodzenia Polski
- Krzyż Kawalerski Orderu Odrodzenia Polski
- Złoty Krzyż Zasługi (1955)[1]
- Medal 10-lecia Polski Ludowej (1955)[2]
- Odznaka 1000-lecia Państwa Polskiego (1966)[3]
- Wpis do „Księgi zasłużonych dla województwa tarnobrzeskiego” (1982)[4]